# Chronik der Regierungskrise in der Elfenbeinküste 2010/2011

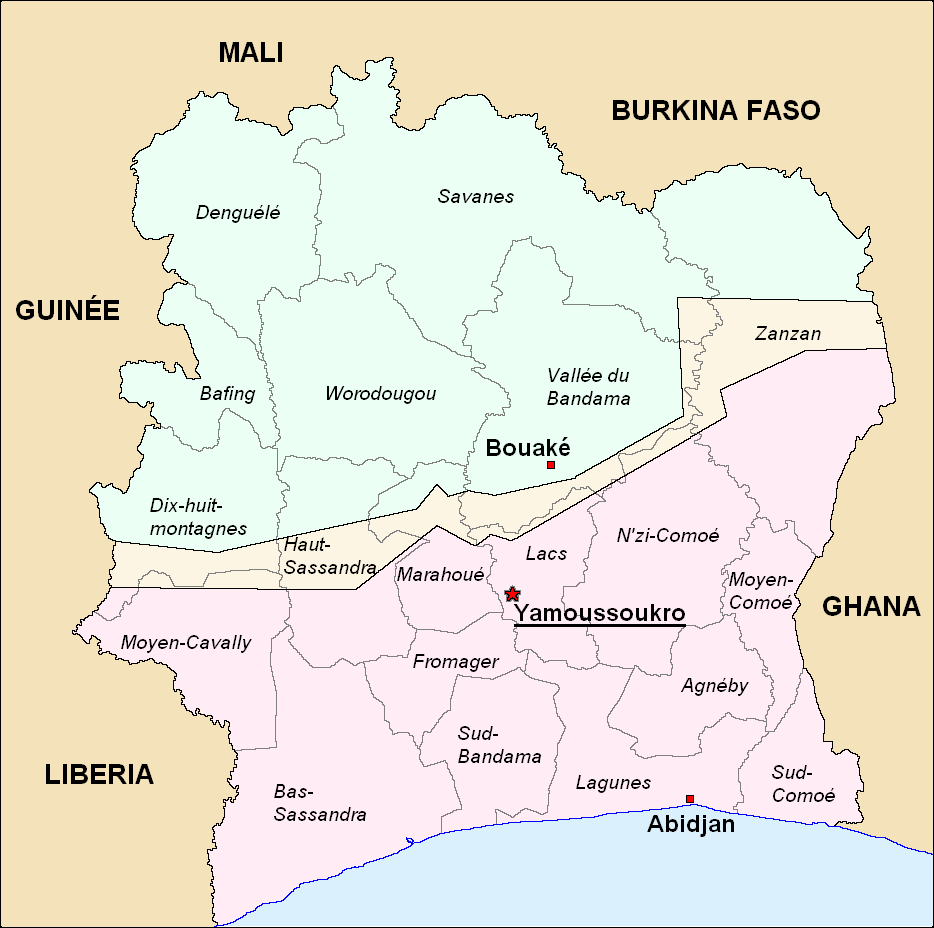
Die Teilung der Elfenbeinküste vor der Regierungskrise: grün die von den Rebellen der Forces Nouvelles, rot die von der Regierung kontrollierten Gebiete, gelb die Pufferzone

Die Chronik der Regierungskrise in der Elfenbeinküste 2010/2011 erfasst die Ereignisse im Zusammenhang  mit der Regierungskrise in der Elfenbeinküste 2010/2011.
Die Chronologie ist nach Jahren und Monaten geordnet. Ereignisse, die über einen längeren Zeitraum wirken, sind am frühestmöglichen Datum einsortiert.